# きこ書房
きこ書房（きこしょぼう）は、日本の出版社。

## 概要
1986年4月に、現きこ書房であるトレンド出版が設立される。
2001年にデイル・ドーテンの『仕事は楽しいかね？』が出版されて、ビジネス書の決定版としてロングセラーになる。
2007年に東山中学校・高等学校の生徒手帳が書籍化されて出版される。目標を定めて達成させる計画を書き込むようになっている。
2016年1月には上念司が『家なんて200％買ってはいけない！』を出版する。持ち家はリスクであり、買えば損をすることを述べる。
2017年に村井理子訳の『ダメ女たちの人生を変えた奇跡の料理教室』が出版されASJA賞を受賞。
2017年に高橋恭介の『人事評価制度だけで利益が3割上がる!』が出版される。日本企業は成果主義にするべきことを述べる。